# Al-Suwar
Al-Suwar (tiếng Ả Rập: صور, cũng được đánh vần là-Suwar) là một thị trấn ở miền đông Syria, một phần hành chính của Tỉnh Deir ez-Zor, nằm dọc theo sông Khabur, phía đông bắc Deir ez-Zor. Năm 2004, có 5297 cư dân.

## Lịch sử
Al-Suwar có thể là địa điểm hiện đại của Suru, thủ đô của bang Aramean Bit-Halupe.

## Nội chiến
Trong cuộc Nội chiến Syria, thị trấn rơi vào sự chiếm đóng của ISIL cho đến khi nó được giải phóng bởi Lực lượng Dân chủ Syria do Mỹ hậu thuẫn trong một cuộc tấn công vào tháng 9 năm 2017.